# Barry McGann
Pour les articles homonymes, voir McGann.
Pas d'image ? Cliquez ici

a Compétitions nationales et continentales officielles uniquement.

b Matchs officiels uniquement.
Dernière mise à jour le 25 février 2023.
Barry McGann, né le 28 mai 1948, est un joueur de rugby à XV sélectionné en équipe d'Irlande au poste de demi d'ouverture.

## Biographie
Barry McGann commence par jouer au football, et joue dans l'équipe junior irlandaise.
Il pratique par la suite le rugby, jouant en club avec le Cork Constitution FC, et se spécialisant au poste de demi d'ouverture.
Il honore sa première sélection avec l'équipe d'Irlande le 25 janvier 1969 contre la France et sa dernière contre la Nouvelle-Zélande, le 5 juin 1976.
Il fait partie de la sélection régionale du Munster qui bat les All Blacks à Thomond Park en 1978.
De plus, McGann joue un match avec les Barbarians en 1969.

## Palmarès
- 25 sélections
- Sélections par années : 4 en 1969, 5 en 1970, 4 en 1971, 3 en 1972, 4 en 1973, 5 en 1976.
- Six Tournois des Cinq Nations disputés: 1969, 1970, 1971, 1972, 1973, 1976.
- Vainqueur du Tournoi en 1973 (victoire partagée).